# 乌列盖机场
乌列盖机场是一座位于蒙古国西部地区巴彦乌列盖省首府乌列盖的机场。

## 航空公司及航点
| 航空公司 | 目的地   |
| -------- | -------- |
| 蒙古航空 | 乌兰巴托 |